# Friedrich Johann von Korff gen. Schmising
Friedrich Johann von Korff gen. Schmising (* 1625; † 30. Juni 1696) war Geheimrat und Präsident der Hofkammer.

## Leben

### Herkunft und Familie
Als Sohn der Eheleute Heinrich Korff gen. Schmising zu Tatenhausen (1583–1665, Domherr in Minden) und Sibylla von Wendt (1589–1666) geboren, entstammte Friedrich Johann der uralten westfälischen Adelsfamilie Korff gen. Schmising. Sein Bruder Otto Heinrich war Dompropst in Münster, Matthias Geheimrat, Domdechant und -kantor in Hildesheim, Kaspar Heinrich Amtsdroste in Iburg und Deputierter der Ravensberger Ritterschaft und Johann Adolf Propst in St. Mauritz.

### Werdegang und Wirken
Friedrich Johann trat in den Johanniterorden ein und wurde hier Großbailli in der Mark Brandenburg und in Westfalen. Der Orden hatte durch den westfälischen Friedensschluss 1648 große Teile seiner Besitzungen verloren, so dass er sein Amt in äußerst schwieriger wirtschaftlicher Lage ausführen musste. Er war Komtur des Johanniterordens in Steinfurt und Münster. 1679 wurde er Geheimrat. In den Jahren 1680 bis 1683 war er Präsident der Hofkammer. Sein Nachfolger im Amt war der spätere Fürstbischof Friedrich Christian von Plettenberg.